# Edinson Cavani
Edinson Roberto Gómez Cavani (Salto, 14 februari 1987) is een Uruguayaans voetballer die doorgaans speelt als aanvaller voor Boca Juniors. Cavani debuteerde in februari 2008 in het Uruguayaans voetbalelftal.

## Clubcarrière
Cavani stroomde in 2005 door vanuit de jeugd van Danubio. US Palermo haalde hem in januari 2007 vervolgens naar de Serie A. Nadat Amauri bij Juventus tekende, speelde hij hier vaker in het eerste team. Hij maakte op 11 maart 2007 zijn debuut in de Serie A en scoorde meteen, tegen ACF Fiorentina: 1-1

### SSC Napoli
Palermo verhuurde Cavani in 2010 aan SSC Napoli. Dat nam hem na de huurperiode voor zestien miljoen euro definitief over. Cavani tekende een contract voor vijf jaar bij Napoli. Dat plaatste zich in het seizoen 2010/11 voor de UEFA Champions League en werd in de groepsfase gekoppeld aan Bayern München, Manchester City en Villarreal. Napoli overwinterde door Manchester City en Villarreal achter zich te laten. Er werd drie keer gewonnen, twee keer gelijk gespeeld en één keer verloren. Cavani scoorde in de groepsfase vier keer. In de tweede ronde was Chelsea de tegenstander. Napoli won thuis met 3–1, mede door een goal van Cavani. De return op 14 maart 2011 eindigde in 4–1 voor Chelsea, dat in de verlenging scoorde.

### Paris Saint-Germain
Cavani tekende in de zomer van 2013 een contract bij Paris Saint-Germain, dat 63 miljoen euro voor hem betaalde aan Napoli. Hiermee was Cavani op dat moment de duurste transfer ooit in Frankrijk. Hij loste hiermee Radamel Falcao af, die enkele weken eerder voor 60 miljoen euro van Atlético Madrid naar AS Monaco ging. Cavani debuteerde op de eerste speeldag van het seizoen 2013/14 in de Ligue 1, tegen Montpellier HSC. Hij viel die dag na 71 minuten in voor Ezequiel Lavezzi. Hij maakte op de tweede speeldag van het seizoen zijn eerste doelpunt voor 'PSG', op 18 augustus 2013. Hij maakte toen na 86 minuten 1–1 tegen AC Ajaccio.
In de wedstrijden daarna kreeg Cavani geregeld een basisplek. In de finale van de Coupe de la Ligue maakte hij twee doelpunten tegen Olympique Lyon (2–1), waardoor de Parijzenaars de trofee omhoog mochten tillen. In het seizoen 2013/14 maakte hij zestien competitiedoelpunten en werd hij met Paris Saint-Germain landskampioen. Cavani eindigde dat jaar op de vierde plaats van de topscorerslijst, achter onder andere clubgenoot Zlatan Ibrahimovic. Hij trof in de jaren die volgden elk seizoen vaker doel. Hij werd in het seizoen 2016/17 voor het eerst topscorer in de Ligue 1, met 35 doelpunten in 36 competitiewedstrijden. Cavani bracht Paris Saint-Germain op zaterdag 27 januari 2018 op 1–0 tijdens een competitiewedstrijd thuis tegen Montpellier HSC. Dit was zijn 157e doelpunt voor de Franse ploeg, waarmee hij Zlatan Ibrahimović achter zich liet als clubtopscorer aller tijden. In seizoen 2018/19 en 2019/20 kreeg hij te maken met toenemende concurrentie en minder speeltijd, met name door de aanwezigheid van Neymar en Kylian Mbappé en komst van Mauro Icardi. Cavani maakte op 23 februari 2020 de 1–0 in een met 4–3 gewonnen competitiewedstrijd thuis tegen Girondins de Bordeaux. Dit was zijn 200e doelpunt in dienst van Paris Saint-Germain.

### Manchester United
Op 5 oktober 2020 tekende Cavani transfervrij een eenjarig contract bij Manchester United, plus optie voor een extra seizoen. Het debuut van de aanvaller in de Premier League kwam op 24 oktober 2020, hij viel in tegen Chelsea in een wedstrijd die uiteindelijk in een 0-0 gelijkspel eindigde. Het eerste competitiedoelpunt van de Uruguayaan volgde op 7 november 2020, Everton werd in een uitwedstrijd met 3-1 verslagen. Op zondag 29 november 2020 toonde Cavani zijn toegevoegde waarde voor de club door ze de overwinning te bezorgen in blessuretijd. Southampton werd met 3-2 verslagen dankzij twee doelpunten en een assist van de Uruguayaanse invaller. 

### Valencia
Op 29 augustus 2022 tekende Cavani transfervrij een tweejarig contract bij Valencia.

### Boca Juniors
In juli 2023 tekende Cavani een contract tot eind 2024 bij Boca Juniors.

## Clubstatistieken
| Seizoen     | Club                | Competitie       | Competitie | Competitie | Competitie | Beker | Beker | Beker | Internationaal | Internationaal | Internationaal | Totaal | Totaal | Totaal |
| Seizoen     | Club                | Competitie       | Wed.       | Dlp.       | Ass.       | Wed.  | Dlp.  | Ass.  | Wed.           | Dlp.           | Ass.           | Wed.   | Dlp.   | Ass.   |
| ----------- | ------------------- | ---------------- | ---------- | ---------- | ---------- | ----- | ----- | ----- | -------------- | -------------- | -------------- | ------ | ------ | ------ |
| 2007        | Danubio FC          | Primera División | 15         | 5          | 3          | 0     | 0     | 0     | —              | —              | —              | 15     | 5      | 3      |
| Club Totaal | Club Totaal         | Club Totaal      | 15         | 5          | 3          | 0     | 0     | 0     | 0              | 0              | 0              | 15     | 5      | 3      |
| 2006/07     | Palermo             | Serie A          | 7          | 2          | 2          | 0     | 0     | 0     | —              | —              | —              | 7      | 2      | 2      |
| 2007/08     | Palermo             | Serie A          | 33         | 5          | 0          | 2     | 0     | 0     | 2              | 0              | 0              | 37     | 5      | 0      |
| 2008/09     | Palermo             | Serie A          | 35         | 14         | 3          | 1     | 1     | 0     | —              | —              | —              | 36     | 15     | 3      |
| 2009/10     | Palermo             | Serie A          | 34         | 13         | 1          | 3     | 2     | 1     | —              | —              | —              | 37     | 15     | 2      |
| Club Totaal | Club Totaal         | Club Totaal      | 109        | 34         | 6          | 6     | 3     | 1     | 2              | 0              | 0              | 117    | 37     | 7      |
| 2010/11     | → Napoli            | Serie A          | 35         | 26         | 5          | 2     | 0     | 0     | 10             | 7              | 2              | 47     | 33     | 7      |
| 2011/12     | Napoli              | Serie A          | 35         | 23         | 1          | 5     | 5     | 0     | 8              | 5              | 2              | 48     | 33     | 3      |
| 2012/13     | Napoli              | Serie A          | 34         | 29         | 3          | 2     | 2     | 0     | 7              | 7              | 1              | 43     | 38     | 4      |
| Club Totaal | Club Totaal         | Club Totaal      | 104        | 78         | 9          | 9     | 7     | 0     | 25             | 19             | 5              | 138    | 104    | 14     |
| 2013/14     | Paris Saint-Germain | Ligue 1          | 30         | 16         | 5          | 5     | 5     | 1     | 8              | 4              | 0              | 43     | 25     | 6      |
| 2014/15     | Paris Saint-Germain | Ligue 1          | 38         | 18         | 1          | 8     | 7     | 1     | 10             | 6              | 0              | 56     | 31     | 2      |
| 2015/16     | Paris Saint-Germain | Ligue 1          | 32         | 19         | 5          | 10    | 4     | 1     | 10             | 2              | 0              | 52     | 25     | 6      |
| 2016/17     | Paris Saint-Germain | Ligue 1          | 36         | 35         | 4          | 6     | 6     | 1     | 8              | 8              | 1              | 50     | 49     | 6      |
| 2017/18     | Paris Saint-Germain | Ligue 1          | 32         | 28         | 7          | 8     | 5     | 3     | 8              | 7              | 1              | 48     | 40     | 11     |
| 2018/19     | Paris Saint-Germain | Ligue 1          | 21         | 18         | 6          | 5     | 3     | 1     | 7              | 2              | 2              | 33     | 23     | 9      |
| 2019/20     | Paris Saint-Germain | Ligue 1          | 14         | 4          | 2          | 5     | 2     | 1     | 3              | 1              | 0              | 22     | 7      | 3      |
| Club Totaal | Club Totaal         | Club Totaal      | 203        | 138        | 30         | 47    | 32    | 9     | 54             | 30             | 4              | 304    | 200    | 43     |
| 2020/21     | Manchester United   | Premier League   | 26         | 10         | 3          | 4     | 1     | 0     | 9              | 6              | 2              | 39     | 17     | 5      |
| 2021/22     | Manchester United   | Premier League   | 15         | 2          | 1          | 1     | 0     | 0     | 4              | 0              | 0              | 20     | 2      | 1      |
| Club Totaal | Club Totaal         | Club Totaal      | 41         | 12         | 4          | 5     | 1     | 0     | 13             | 6              | 2              | 59     | 19     | 6      |
| 2022/23     | Valencia            | Primera División | 25         | 5          | 2          | 3     | 2     | 0     | —              | —              | —              | 28     | 7      | 2      |
| Club Totaal | Club Totaal         | Club Totaal      | 25         | 5          | 2          | 3     | 2     | 0     | 0              | 0              | 0              | 28     | 7      | 2      |
| 2023        | Boca Juniors        | Primera División | 8          | 1          | 0          | 2     | 1     | 0     | 6              | 1              | 0              | 16     | 3      | 0      |
| 2024        | Boca Juniors        | Primera División | 29         | 11         | 0          | 4     | 4     | 1     | 6              | 5              | 0              | 39     | 20     | 1      |
| 2024/25     | Boca Juniors        | Primera División | 3          | 1          | 0          | 0     | 0     | 0     | —              | —              | —              | 3      | 1      | 0      |
| Club Totaal | Club Totaal         | Club Totaal      | 40         | 13         | 0          | 6     | 5     | 1     | 12             | 6              | 0              | 58     | 24     | 1      |
| Totaal      | Totaal              | Totaal           | 537        | 285        | 54         | 76    | 50    | 11    | 106            | 61             | 11             | 719    | 396    | 76     |

## Interlandcarrière
Cavani debuteerde in 2008 onder bondscoach Óscar Tabárez in het Uruguayaans voetbalelftal. Diezelfde Tabárez nam hem twee jaar later mee naar het WK 2010. Hij miste de eerste groepswedstrijd, maar was daarna tot en met de troostfinale iedere wedstrijd basisspeler. In die strijd om de derde plaats schoot hij Uruguay nog op 1–1, maar Duitsland won met 2–3. Cavani maakte later dat jaar een hattrick in een met 1–7 gewonnen oefeninterland in en tegen Indonesië. Hij won met Uruguay de Copa América 2011. Cavani miste tijdens dit toernooi de derde groepswedstrijd, kwart- en halve finale vanwege een knieblessure. Tabárez liet hem in de met 3–0 gewonnen finale tegen Paraguay in de 63e minuut nog invallen voor Álvaro Pereira.
Cavani nam onder leiding van bondscoach Tabárez met het Uruguayaans olympisch elftal deel aan de Olympische Spelen 2012 in Londen. Hij was aanvoerder en een van de drie dispensatiespelers in de selectie. Cavani was op 13 november 2013 een van de vijf doelpuntenmakers voor Uruguay in het eerste play-offduel tegen Jordanië (0–5) in de kwalificatie voor het wereldkampioenschap 2014 in Brazilië. Op dit toernooi speelde hij alle vier de wedstrijden van Uruguay van begin tot eind. Hij scoorde in de met 1–3 verloren groepswedstrijd tegen Costa Rica.
Het lukte Cavani en zijn landgenoten niet om op de Copa América 2015 hun titel te prolongeren. Uruguay verloor in de kwartfinale met 1–0 van Chili. Een jaar later op de Copa América Centenario moesten Uruguay en hij na de groepsfase naar huis. Cavani maakte eveneens deel uit van de Uruguayaanse selectie die deelnam aan het WK 2018 in Rusland. Hij scoorde twee keer in de achtste finales tegen regerend Europees kampioen Portugal (2–1). Hij liep een kuitblessure op in dat duel, waardoor de aanvaller ontbrak in de met 2–0 verloren kwartfinale tegen de latere wereldkampioen Frankrijk. De Copa América 2019 eindigde voor Cavani en de zijnen in de kwartfinale. Deze keer was Peru het struikelblok, na een beslissende strafschoppenreeks. Cavani scoorde in de groepsfase tegen Ecuador en Chili.

## Erelijst
| Competitie                          |         |                                                      |         |         |
| Competitie                          | Aantal  | Jaren                                                |         |         |
| Danubio                             | Danubio | Danubio                                              | Danubio | Danubio |
| ----------------------------------- | ------- | ---------------------------------------------------- | ------- | ------- |
| Primera División (Winnaar Apertura) | 1x      | 2006                                                 |         |         |
| Primera División (Winnaar Clausura) | 1x      | 2007                                                 |         |         |
| Napoli                              |         |                                                      |         |         |
| Coppa Italia                        | 1x      | 2011/12                                              |         |         |
| Paris Saint-Germain                 |         |                                                      |         |         |
| Ligue 1                             | 6x      | 2013/14, 2014/15, 2015/16, 2017/18, 2018/19, 2019/20 |         |         |
| Coupe de France                     | 5x      | 2014/15, 2015/16, 2016/17, 2017/18, 2019/20          |         |         |
| Coupe de la Ligue                   | 6x      | 2013/14, 2014/15, 2015/16, 2016/17, 2017/18, 2019/20 |         |         |
| Trophée des Champions               | 4x      | 2014, 2015, 2017, 2019                               |         |         |
| Uruguay                             |         |                                                      |         |         |
| Copa América                        | 1x      | 2011                                                 |         |         |

Individueel
- Topscorer Serie A: 2012/13 (29 goals in 34 wedstrijden voor Napoli)